# Sauczanki (rejon miorski)
Sauczanki (biał. Саўчанкі, ros. Савченки, Sawczenki) – wieś na Białorusi, w obwodzie witebskim, w rejonie miorskim, w sielsowiecie Mikołajewo. W 2019 liczyła 2 mieszkańców.